# Philippe Edmond-Mariette
Pour les articles homonymes, voir Mariette.
 (juin 2022).
Si vous disposez d'ouvrages ou d'articles de référence ou si vous connaissez des sites web de qualité traitant du thème abordé ici, merci de compléter l'article en donnant les références utiles à sa vérifiabilité et en les liant à la section « Notes et références ».
Philippe Edmond-Mariette, né le 15 octobre 1955 à Fort-de-France en Martinique, est une personnalité politique française. 
Il est, du 15 mars 2008 au 12 juin 2012, le premier adjoint au maire du Lamentin et Député de la troisième circonscription de la Martinique de 2003 à 2007. 
Il est conseiller à l'Assemblée de Martinique de 2021 à 2023.

## Biographie
Avocat de profession, il est député de la Martinique du 1er juin 2003 au 16 juin 2007. Il succède en 2003 à Pierre Samot dont l'élection a été invalidée par le Conseil constitutionnel. Philippe Edmond-Mariette est de 2001 à 2008, 11e, puis de 2008 à 2012, 1er adjoint au maire du Lamentin, chargé de la prévention de la délinquance, des affaires juridiques et contentieux. Il est président du centre hospitalier du Lamentin ainsi que président de l'Office des Missions d'Actions Sanitaires et Sociales (OMAS) et président de la Commission de prospectives financières de programmation de la ville.
Lors des élections municipales des 9 et 16 mars 2008, Pierre Samot est réélu maire du Lamentin et Philippe Edmond-Mariette figurait en 5e position sur sa liste intitulée « Lamentin passionnément ». Le 15 mars 2008, il est élu par le conseil municipal 1er adjoint au maire du Lamentin.
Comme parlementaire, il est tour à tour membre de la Commission des lois puis membre de la commission des Affaires économiques. Il est le premier parlementaire à soulever l'épineuse question de santé publique sur la pollution par le chlordécone. Non-inscrit, il n'arrive pas à obtenir une Commission d'enquête mais grâce au concours du président de l'époque de l'Assemblée nationale, Jean-Louis Debré, et du président de la commission des Affaires économiques, Patrick Ollier, il est nommé président de la Mission d'Information Parlementaire sur la problématique chlordécone aux Antilles. Il ne partage qu'une partie des conclusions du rapport d'information avec Joël Beaugendre, le rapporteur de la mission d'information. Depuis, il a continué aux côtés des associations la lutte contre ce type de pollution. Avocat de l'AMSES, il obtient du tribunal administratif la suspension puis l'annulation des arrêtés préfectoraux autorisant, en 2012 puis en 2013, le traitement aérien phytosanitaire de la banane.
Aux élections législatives de 2012 en Martinique, il présente sa candidature dans la première circonscription de la Martinique mais il obtient seulement 4182 voix et est éliminé au 1er tour. Philippe Edmond-Mariette démissionne le 13 juin 2012 de Bâtir le pays Martinique. Il reproche aux cadres de son parti leur faible mobilisation autour de sa candidature. À la suite de cette défaite, il annonce dans un communiqué qu'il met en parenthèse sa vie  politique. Il se consacre désormais à son métier d'avocat au barreau de Fort-de-France. Philippe Edmond-Mariette plaide de nombreuses affaires criminelles très médiatisées mais aussi financières ou administratives. Il a, par ailleurs, été pendant une dizaine d'années directeur du centre de formation professionnelle des avocats de Martinique et de Guyane.
Ancien sportif, il est, comme joueur et comme entraîneur, champion Antilles-Guyane de hand-ball (Évolution de Coridon - Gauloise de Trinité - Hommes et UJ Redoute - Femmes),  entraîneur des sélections féminines puis masculines de la Ligue de Martinique de hand-ball. Il est tour à tour secrétaire général puis président de la ligue de hand-ball de la Martinique. Il reçoit la médaille d'argent de la FFHB.
Philippe Edmond-Mariette est également pendant 15 ans, et jusqu'en 2000, président de l'association d'action éducative près le tribunal pour enfants (milieu ouvert AEMO, milieu fermé Centre du Bois-Joli).
Par décret du 6 novembre 2015 publié au Journal officiel du 7 novembre 2015, il est nommé membre du Conseil économique, social et environnemental pour la mandature 2015-2020. Lors de la séance plénière d'installation du 1er décembre, sur proposition du groupe de l'Outre-Mer, il a été élu membre du bureau et secrétaire du CESE, aux côtés du nouveau président Patrick Bernasconi.
Il se présente aux Élections législatives de 2022 en Martinique dans la Première circonscription de la Martinique sous l'étiquette du Gran Sanblé Pou Matinik (Grand rassemblement pour la Martinique) avec le soutien d'Alfred Marie-Jeanne. Il arrive en tête du premier tour le 11 juin 2022 avec 2 664 voix, soit 3,33% des inscrits et 17,88% des exprimés.

## Mandats électifs
- 11/03/2001 - 09/03/2008 : 11e adjoint au maire du Lamentin
- 02/06/2003 - 19/06/2007 : Député de la troisième circonscription de la Martinique
- 15/03/08 - juin 2012 : 1er adjoint au maire du Lamentin.
- 07/11/2015 - 27/04/2021 : Membre du Conseil économique, social et environnemental
- 2021 à 2023 : Conseiller à l'Assemblée de Martinique.

## Décorations
Philippe Edmond-Mariette est nommé au grade de chevalier dans l'ordre national de la Légion d'honneur le 13 juillet 2019 au titre de « avocat, membre du conseil économique, social et environnemental (Martinique) ; 38 ans de services ».

## Pour approfondir